# Ozero Karasor (saltsjö i Kazakstan, Nordkazakstan)
Ozero Karasor (kazakiska: Qarasor Köl) är en saltsjö i Kazakstan.   Den ligger i oblystet Nordkazakstan, i den norra delen av landet, 400 km norr om huvudstaden Astana. Arean är 1,7 kvadratkilometer.